# Sergio Flores
Sergio Adrián Flores Reyes (* 12. Februar 1995 in Torreón, Coahuila), auch bekannt unter dem Spitznamen La Morsa (deutsch Das Walross), ist ein mexikanischer Fußballspieler, dessen Position sich im Mittelfeld befindet.

## Leben
Der aus dem Nachwuchsbereich des Club Deportivo Guadalajara stammende Sergio Flores wurde im Erwachsenenalter zunächst für zwei Jahre an den Atlético Zacatepec und anschließend für zweieinhalb Jahre an die Mineros de Zacatecas ausgeliehen. Nach der Rückkehr zu seinem Ausbildungsverein absolvierte Flores in der Saison 2020/21 zehn Erstligaspiele für seinen Hauptverein und 15 Einsätze für das Farmteam Club Deportivo Tapatío.
In der Saison 2021/22 gelang Flores der endgültige Durchbruch. Er wirkte in fast allen Ligaspielen (32) seines Teams mit und wurde zum Mannschaftskapitän befördert.